# Jamesbrittenia multisecta
Jamesbrittenia multisecta är en flenörtsväxtart som beskrevs av O.M. Hilliard. Jamesbrittenia multisecta ingår i släktet Jamesbrittenia och familjen flenörtsväxter. Inga underarter finns listade i Catalogue of Life.